# VM i skak 1978
VM i skak 1978 var en match mellem Anatolij Karpov, Sovjetunionen, som havde erobret VM-titlen, da Fischer i 1975 havde nægtet at stille op pga. uenighed med verdensskakforbundet FIDE om reglerne for matchen, og Karpovs tidligere landsmand, Viktor Kortsjnoj, som havde fået schweizisk statsborgerskab, men måtte stille op som statsløs. Matchen er blevet omtalt som den mest bizarre i VM-historien pga. de mange ting, der foregik i kulisserne, som dels var udtryk for storpolitik og dels udtryk for psykologisk krigsførelse. Karpov vandt matchen, som gik til seks gevinster, med 6 – 5 i løbet af 32 partier.
Matchen blev afviklet mellem 18. juli og 18. oktober 1978 i Baguio City i Filippinerne, takket være den daværende vicepræsident i den asiatiske FIDE-zone, filippinske Florencio Campomanes. Et par uger før matchen manglede der stadig en del penge og et spillested, men Campomanes udnyttede sine forbindelser til den filippinske præsident, diktatoren Ferdinand Marcos, og alting faldt på plads.

## Baggrund
Viktor Kortsjnoj havde i forbindelse med finalen i kandidatturnering i 1974 mod Karpov været udsat for pres: Dels havde eksverdensmester Tigran Petrosian offentligt udtalt sin støtte til Karpov, dels havde man mere skjult forhindret Kortsjnoj i at finde træningsmodstandere blandt de sovjetiske stormestre; tilsyneladende fordi man fra officielt hold hellere så Karpov vinde.
Efter matchen havde Kortsjnoj udtrykt sig kritisk om Karpovs spil i matchen og havde fået karantæne i et halvt år, og først ved nytårsturneringen i Hastings i 1975 – 1976, havde han fået lov til at spille i udlandet igen. Kortsjnoj havde allerede ved afslutningen af kandidatfinalen besluttet sig til at hoppe af, og ved nytårsturneringen talte han med en anden afhopper, GM Genna Sosonko, som havde fået asyl i Holland, og brugte denne som tolk til at tale med FIDE-præsident Max Euwe, som også var tilstede ved turneringen. Euwe havde ved den lejlighed garanteret, at Kortsjnoj ville bevare sin ret til at stille op i kandidatturneringen 1977 – 1978 uanset hvad. Euwes støtte til Kortsjnoj var i øvrigt medvirkende til, at han selv blev afsat som FIDE-præsident i 1978.
Kortsjnoj søgte politisk asyl i Holland efter en turnering i Amsterdam i sommeren 1976, og var en af mest fremtrædende politiske afhoppere fra Sovjetunionen på den tid. Det Sovjetskakforbund forsøgte bl.a. at presse landets stormestre til at skrive under på en fordømmelse af Kortsjnoj, og de meldte afbud til samtlige turneringer, hvor han deltog, hvilket medførte at mange arrangører valgte ikke at invitere ham.

### Kandidatturneringen
Kandidatturneringen 1977-1978 blev imidlertid en stor triumf for Kortsjnoj, som slog sine tidligere landsmænd på stribe: en tæt sejr over Tigran Petrosian i kvartfinalen, fulgt af sejre over Lev Polugajevskij i semifinalen og Boris Spasskij i finalen. I matchen mod Spasskij gik de to hinanden på nerverne; Spasskij, som efter ni af tyve partier var bagud 2½ – 6½, mente, at Kortsjnoj havde noget på sig, der forstyrrede hans koncentration og valgte fra 10. parti at gå væk fra brættet for at analysere på et af demonstrationsbrætterne, hvor publikum kunne se partiet, og kun gå hen til bordet for at trække, hvilket Kortsjnoj protesterede imod. Da dommerne valgte at give Kortsjnoj medhold, udeblev Spasskij fra 12. parti og blev erklæret som taber af partiet. Kortsjnoj gik med til at spille partiet, men hans psyke var blevet rystet, og han tabte fire partier i træk, før han fik samlet sig sammen og med først to remiser og derefter to gevinster vandt matchen 10½ – 7½.

#### Kandidatturneringens tabel
|  | Kvartfinaler Bedst af 12 partier | Kvartfinaler Bedst af 12 partier | Kvartfinaler Bedst af 12 partier |          |           | Semifinaler Bedst af 16 partier | Semifinaler Bedst af 16 partier | Semifinaler Bedst af 16 partier |  |  | Finale Bedst af 20 partier | Finale Bedst af 20 partier | Finale Bedst af 20 partier |
|  |                                  |                                  |                                  |          |           |                                 |                                 |                                 |  |  |                            |                            |                            |
|  |                                  | Viktor Kortsjnoj                 | 6½                               |          |           |                                 |                                 |                                 |  |  |                            |                            |                            |
|  |                                  | Tigran Petrosian                 | 5½                               |          |           |                                 |                                 |                                 |  |  |                            |                            |                            |
|  |                                  | Tigran Petrosian                 | 5½                               |          | Kortsjnoj | 8½                              |                                 |                                 |  |  |                            |                            |                            |
|  |                                  |                                  |                                  |          | Kortsjnoj | 8½                              |                                 |                                 |  |  |                            |                            |                            |
|  |                                  |                                  | Polugajevskij                    | 4½       |           |                                 |                                 |                                 |  |  |                            |                            |                            |
|  |                                  | Lev Polugajevskijj               | Polugajevskij                    | 4½       | 6½        |                                 |                                 |                                 |  |  |                            |                            |                            |
|  |                                  | Lev Polugajevskijj               |                                  |          | 6½        |                                 |                                 |                                 |  |  |                            |                            |                            |
|  |                                  | Henrique Costa Mecking           | 5½                               |          |           |                                 |                                 |                                 |  |  |                            |                            |                            |
|  |                                  |                                  |                                  |          |           |                                 |                                 |                                 |  |  |                            | Kortsjnoj                  | 10½                        |
|  |                                  |                                  |                                  | Spasskij | 7½        |                                 |                                 |                                 |  |  |                            |                            |                            |
|  |                                  | Boris Spasskij                   | 8½*                              |          |           |                                 |                                 |                                 |  |  |                            |                            |                            |
|  |                                  | Vlastimil Hort                   | 7½                               |          |           |                                 |                                 |                                 |  |  |                            |                            |                            |
|  |                                  | Vlastimil Hort                   | 7½                               |          | Spasskij  | 8½                              |                                 |                                 |  |  |                            |                            |                            |
|  |                                  |                                  |                                  |          | Spasskij  | 8½                              |                                 |                                 |  |  |                            |                            |                            |
|  |                                  |                                  | Portisch                         | 6½       |           |                                 |                                 |                                 |  |  |                            |                            |                            |
|  |                                  | Bent Larsen                      | Portisch                         | 6½       | 3½        |                                 |                                 |                                 |  |  |                            |                            |                            |
|  |                                  | Bent Larsen                      |                                  |          | 3½        |                                 |                                 |                                 |  |  |                            |                            |                            |
|  |                                  | Lajos Portisch                   | 6½                               |          |           |                                 |                                 |                                 |  |  |                            |                            |                            |

*) Spasskij videre efter to partiers omkamp.

### Diskussioner op til og under matchen
Forholdet mellem Kortsjnoj og Karpov havde ikke været godt siden kandidatfinalen i 1974, men derudover var der gået storpolitik i sagen. En enkelt detalje som hvilket flag, Kortsjnoj skulle spille under, var til diskussion. Han ønskede at spille under schweizisk flag, eftersom han havde fået statsborgerskab i Schweiz tidligere samme år, men det ville den sovjetiske delegation ikke gå med til. Det endte med at matchjuryen afgjorde, at ingen af spillerne skulle spille med flag på bordet.
Derudover var der diskussioner om delegationsmedlemmer: Karpov havde en psykolog/hypnotisør med, som gav anledning til gentagne diskussioner, og under en pause i matchen fik Kortsjnoj undervisning i transcendental meditation af to medlemmer af Ananda Marga-sekten som var løsladt mod kaution, mens de var tiltalt for et mordforsøg.
Endelig var der historien om den blå yoghurt, hvor Petra van Leeuwerik fra Kortsjnojs delegation klagede over et bæger yoghurt, som Karpov fik bragt uden forvarsel, om som ifølge klagen kunne bruges til at sende koder. Klagen blev taget alvorligt og det blev besluttet at hvis Karpov skulle have noget andet end sin blå yoghurt skulle overdommeren Lothar Schmid have besked.

## Styrkeforholdet inden matchen
De fleste regnede Karpov for stor favorit, bl.a. pga. Kortsjnojs tendens til at gå op i limningen under pres, som han havde vist mod Spasskij, og i titelmatchen blev trykket endnu større. Desuden havde Karpov i sit forsøg på at vise, at han var en værdig verdensmester haft turneringsresultater, som man aldrig tidligere havde set det i skakhistorien. I en næsten uafbrudt sejrsrække vandt han mod en række af tidens bedste spillere følgende turneringssejre:
- Portoroz/Ljubljana, 1975.
- Milano, 1975 (delt med Lajos Portisch).
- Skopje, 1976.
- Amsterdam, 1976 (miniturnering med fire deltagere).
- Montilla, 1976.
- Moskva (Sovjetmesterskabet), 1976.
- Bad Lauterberg (åbent vesttysk mesterskab), 1977.
- Las Palmas, 1977.
- Tilburg, 1977.

Hvad der talte til Kortsjnojs fordel var, at han dels var en mere erfaren matchspiller end Karpov og dels, at han trods nederlaget i 1974 havde været godt med i matchen. Desuden: Hvis presset var stort på Kortsjnoj, var det på sin vis endnu større på Karpov, eftersom han var den sidste, der kunne forhindre, hvad der i sovjetskakken ville have været en stor skandale; tabet af VM-tronen til en afhopper.

## Matchresultat
| VM matchen Karpov - Kortsjnoj, 1978 | VM matchen Karpov - Kortsjnoj, 1978 | VM matchen Karpov - Kortsjnoj, 1978 | VM matchen Karpov - Kortsjnoj, 1978 | VM matchen Karpov - Kortsjnoj, 1978 | VM matchen Karpov - Kortsjnoj, 1978 | VM matchen Karpov - Kortsjnoj, 1978 | VM matchen Karpov - Kortsjnoj, 1978 | VM matchen Karpov - Kortsjnoj, 1978 | VM matchen Karpov - Kortsjnoj, 1978 | VM matchen Karpov - Kortsjnoj, 1978 | VM matchen Karpov - Kortsjnoj, 1978 | VM matchen Karpov - Kortsjnoj, 1978 | VM matchen Karpov - Kortsjnoj, 1978 | VM matchen Karpov - Kortsjnoj, 1978 |
| Parti                               | Dato (1978)                         | Hvid                                | Sort                                | Resultat                            | I alt Karpov                        | I alt Kortsjnoj                     | -                                   | Parti                               | Dato (1978)                         | Hvid                                | Sort                                | Resultat                            | I alt Karpov                        | I alt Kortsjnoj                     |
| ----------------------------------- | ----------------------------------- | ----------------------------------- | ----------------------------------- | ----------------------------------- | ----------------------------------- | ----------------------------------- | ----------------------------------- | ----------------------------------- | ----------------------------------- | ----------------------------------- | ----------------------------------- | ----------------------------------- | ----------------------------------- | ----------------------------------- |
| 1                                   | 18. juli                            | Kortsjnoj                           | Karpov                              | ½ – ½                               | 0                                   | 0                                   | -                                   | 17                                  | 26. august                          | Kortsjnoj                           | Karpov                              | 0 – 1                               | 4                                   | 1                                   |
| 2                                   | 20. juli                            | Karpov                              | Kortsjnoj                           | ½ – ½                               | 0                                   | 0                                   | -                                   | 18                                  | 2. september                        | Karpov                              | Kortsjnoj                           | ½ – ½                               | 4                                   | 1                                   |
| 3                                   | 22. juli                            | Kortsjnoj                           | Karpov                              | ½ – ½                               | 0                                   | 0                                   | -                                   | 19                                  | 7. september                        | Kortsjnoj                           | Karpov                              | ½ – ½                               | 4                                   | 1                                   |
| 4                                   | 25. juli                            | Karpov                              | Kortsjnoj                           | ½ – ½                               | 0                                   | 0                                   | -                                   | 20                                  | 9. september                        | Karpov                              | Kortsjnoj                           | ½ – ½                               | 4                                   | 1                                   |
| 5                                   | 27. juli                            | Kortsjnoj                           | Karpov                              | ½ – ½                               | 0                                   | 0                                   | -                                   | 21                                  | 12. september                       | Kortsjnoj                           | Karpov                              | 1 – 0                               | 4                                   | 2                                   |
| 6                                   | 29. juli                            | Karpov                              | Kortsjnoj                           | ½ - ½                               | 0                                   | 0                                   | -                                   | 22                                  | 14. september                       | Karpov                              | Kortsjnoj                           | ½ – ½                               | 4                                   | 2                                   |
| 7                                   | 1. august                           | Kortsjnoj                           | Karpov                              | ½ – ½                               | 0                                   | 0                                   | -                                   | 23                                  | 16. september                       | Kortsjnoj                           | Karpov                              | ½ – ½                               | 4                                   | 2                                   |
| 8                                   | 3. august                           | Karpov                              | Kortsjnoj                           | 1– 0                                | 1                                   | 0                                   | -                                   | 24                                  | 19. september                       | Karpov                              | Kortsjnoj                           | ½ – ½                               | 4                                   | 2                                   |
| 9                                   | 5. august                           | Kortsjnoj                           | Karpov                              | ½ – ½                               | 1                                   | 0                                   | -                                   | 25                                  | 23. september                       | Kortsjnoj                           | Karpov                              | ½ – ½                               | 4                                   | 2                                   |
| 10                                  | 8. august                           | Karpov                              | Kortsjnoj                           | ½ – ½                               | 1                                   | 0                                   | -                                   | 26                                  | 26. september                       | Karpov                              | Kortsjnoj                           | ½ – ½                               | 4                                   | 2                                   |
| 11                                  | 10. august                          | Kortsjnoj                           | Karpov                              | 1 – 0                               | 1                                   | 1                                   | -                                   | 27                                  | 28. september                       | Kortsjnoj                           | Karpov                              | 0 – 1                               | 5                                   | 2                                   |
| 12                                  | 15. august                          | Karpov                              | Kortsjnoj                           | ½ – ½                               | 1                                   | 1                                   | -                                   | 28                                  | 30. september                       | Karpov                              | Kortsjnoj                           | 0 – 1                               | 5                                   | 3                                   |
| 13                                  | 17. august                          | Kortsjnoj                           | Karpov                              | 0 – 1                               | 2                                   | 1                                   | -                                   | 29                                  | 7. oktober                          | Kortsjnoj                           | Karpov                              | 1 – 0                               | 5                                   | 4                                   |
| 14                                  | 19. august                          | Karpov                              | Kortsjnoj                           | 1 – 0                               | 3                                   | 1                                   | -                                   | 30                                  | 10. oktober                         | Karpov                              | Kortsjnoj                           | ½ – ½                               | 5                                   | 4                                   |
| 15                                  | 22.august                           | Kortsjnoj                           | Karpov                              | ½ - ½                               | 3                                   | 1                                   | -                                   | 31                                  | 12. oktober                         | Kortsjnoj                           | Karpov                              | 1 – 0                               | 5                                   | 5                                   |
| 16                                  | 24. august                          | Karpov                              | Kortsjnoj                           | ½ – ½                               | 3                                   | 1                                   | -                                   | 32                                  | 17. oktober                         | Karpov                              | Kortsjnoj                           | 1 – 0                               | 6                                   | 5                                   |

## Efterspil
Efter matchens sidste parti nægtede Kortsjnoj at anerkende resultatet, idet ovennævnte hypnotisør imod den indgåede aftale havde flyttet sig frem på fjerde række under partiet, og Kortsjnoj ville derfor have det erklæret ugyldigt. Han førte sagen både i FIDE og i retten, men begge steder blev Karpov erklæret som vinder.